# Frequenamia festiva
Frequenamia festiva är en insektsart som beskrevs av Keti Maria Rocha Zanol 2003. Frequenamia festiva ingår i släktet Frequenamia och familjen dvärgstritar. Inga underarter finns listade i Catalogue of Life.